# Mercedes-Benz OF 1215
Mercedes-Benz OF 1215 un ómnibus motor delantero parecido apenas al casi eterno OF 1214, pero el cual guardaba pocas similitudes y bastantes diferencias mecánicas. Llegó tarde, el cual las empresas de transporte de pasajeros preferían abiertamente los modelos de la serie OH (Omninbussen Heck) de motor trasero, en detrimento de los de impulsor delantero. Así y todo, disponible durante algunos años en el mercado y preferentemente el interior del país con recorridos fuera de camino, agrestes, etc. Sin reemplazo.

## Ficha técnica

### Motor
- Ciclo: diesel cuatro tiempos
- Cilindrada (L): 5958
- Número de Cilindros: 6
- Diámetro x Carrera (mm): 97,5 x 133
- Relación de compresión: 17,25:1
- Potencia (HP): 150
- Régimen (r. p. m.): 2800
- Par Motor (mkg): 56
- Régimen (r. p. m.): 1600
- Combustible: gas-oil
- Orden de encendido: 1-5-3-6-2-4.
- Sistema de Combustible: inyección directa
- Alimentación: bomba inyectora rotativa
- Refrigeración: a agua

### Transmisión
- 4x2 trasera.
- Embrague: monodisco en seco diámetro 280 mm
- Caja de cambios: MB G-3/50 - 5/8,5
- Velocidades: 5 hacia adelante y 1 hacia atrás.

### Frenos
- Frenos: tambores, accionamiento neumático y circuito independiente.
- Freno de servicio: neumático de válvula de doble circuito
- Frenos de estacionamiento: "Spring Brake" en las ruedas traseras.

### Pesos
- Peso máximo total admisible eje delantero (kg): 5000
- Peso máximo total admisible eje trasero (kg): 7600
- Peso máximo total (kg): 12000